# Boulder Dash (jeu vidéo)
Pour l’article homonyme, voir Boulder Dash (Lake Compounce).
Boulder Dash est un jeu vidéo conçu par Peter Liepa (en) et Chris Gray, et édité par First Star Software (en) à partir de 1984 sur de nombreux supports. En juillet 2017, les droits de Boulder Dash ont été transférés de First Star Software à la société allemande BBG Entertainment.

## Système de jeu
Le principe du jeu consiste à ramasser un nombre défini de diamants pour ouvrir un passage vers le niveau suivant. Le personnage, surnommé Rockford, doit creuser la terre pour se frayer un chemin. Il devra faire attention à ne pas se faire écraser par un rocher ou un diamant mais également ne pas se faire toucher par les ennemis.
Certains niveaux n'ont pas de diamants. Le joueur doit alors les générer lui-même en faisant tomber un rocher/diamant sur un ennemi. Il devra préparer le terrain pour y arriver. Lorsqu'on élimine un ennemi de cette façon, celui-ci explose et fait apparaitre des diamants qui à leur tour, tomberont peut-être sur d'autres ennemis créant ainsi une réaction en chaîne. Le joueur peut également utiliser cette technique pour casser les murs et franchir des zones bloquées.

## Développement
Boulder Dash a été conçu et programmé par Peter Liepa et Chris Gray en 1984 sur Atari 800. Le gameplay est inspiré de The Pit (1982), un jeu d'arcade de Centuri.

## Versions

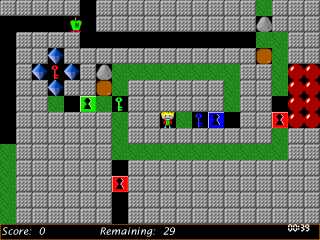
Image d'écran du jeu vidéo « Epiphany », une variante libre de Boulder Dash.

Le jeu est sorti sur les ordinateurs Amstrad CPC, Apple II, Atari 400/800, Commodore 64, FM-7, IBM PC, MSX, TI-86, ZX Spectrum, Thomson (Thomson MO5, Thomson TO7, Thomson TO8 sous le titre "la mine aux diamants") et les consoles ColecoVision, Epoch Super Cassette Vision, Game Boy et Nintendo. Le jeu a également été porté et commercialisé sur borne d'arcade par Exidy en 1984.

## Accueil
Le jeu est l'une des entrées de l'ouvrage Les 1001 jeux vidéo auxquels il faut avoir joué dans sa vie.

## Postérité
Boulder Dash a initié toute une série de jeux vidéo.